# Yegor Titov
Yegor Ilich Titov (en ruso: Егор Ильич Титов; Moscú, Unión Soviética, 29 de mayo de 1976) es un exfutbolista ruso que se desempeñaba como mediocampista. Era un mediocampista goleador que jugaba en "el agujero" entre el mediocampo y el ataque. Era conocido por su visión, su cercano control del balón y sus pases precisos.

## Clubes
| Club                | País       | Año       |
| ------------------- | ---------- | --------- |
| FC Spartak de Moscú | Rusia      | 1995-2008 |
| FK Jimki            | Rusia      | 2008      |
| Lokomotiv Astana    | Kazajistán | 2009      |
| PFC Arsenal Tula    | Rusia      | 2012      |

- Datos: Q446262
- Multimedia: Egor Titov / Q446262